# Oleg Teriokhine
Oleg Ivanovitch Teriokhine (en russe : Олег Иванович Терёхин) est un footballeur international russe né le 12 août 1970 à Engels.
Évoluant principalement au poste d'attaquant, il passe dans un premier temps par l'Iskra Engels puis le Novator Marioupol entre 1987 et 1990 avant de rejoindre le Sokol Saratov cette dernière année, y évoluant quatre ans. Recruté par le Dynamo Moscou en 1995, c'est dans ce club qu'il connaît ses meilleurs années, marquant 79 buts en 179 matchs. Ses performances lui permettent ainsi d'être sélectionné à une reprise avec l'équipe nationale russe en 1998. Après avoir quitté le Dynamo en 2000, il joue par la suite au Lokomotiv Moscou, où il finit vice-vice-champion de Russie et remporte la coupe nationale la même année, avant de passer par le Kouban Krasnodar et le Tchernomorets Novorossiisk. Rejoignant en 2004 le Terek Grozny, il y remporte cette année-là une nouvelle Coupe de Russie ainsi que le championnat de deuxième division. Il passe par la suite par le Dinamo Krasnodar puis le Saliout Belgorod avant de finir sa carrière dans l'équipe amateur du Stavros Vitiazevo en 2007.
Après sa fin de carrière, il devient dans un premier temps recruteur au Kouban puis au Terek avant de devenir assistant dans ce dernier club en 2011 puis au Sokol Saratov entre 2012 et 2015. Il occupe par la suite un poste à la tête du centre de formation de l'Afips Afipski depuis septembre 2017.

## Biographie

### Carrière en club
Natif d'Engels, Teriokhine effectue sa formation dans cette ville, ainsi que ses débuts en championnat soviétique en 1987 avec l'équipe locale de l'Iskra dans les divisions amateurs. Il s'en va par la suite en 1989 pour rallier l'Ukraine et le Novator Marioupol, où il évolue un peu plus d'un an avant de rejoindre en octobre 1990 le Sokol Saratov en troisième division professionnelle. Après deux matchs joués en fin d'année 1990, il s'impose rapidement comme titulaire en tant qu'attaquant, marquant ainsi quinze buts l'année suivante. Montant ensuite en deuxième division russe en 1992 après la fin du système soviétique, il inscrit vingt-sept buts au sein du groupe Centre, lui permettant d'y terminer meilleur buteur, tandis que le Sokol termine septième. Il ne parvient pas à rééditer cette performance la saison suivante, bien qu'inscrivant deux buts de plus et aidant les siens à atteindre la cinquième position. Affecté par les blessures lors de la saison 1994, il ne dispute que la moitié du championnat et marque neuf buts.
Ses performances avec le Sokol lui valent d'être courtisé par plusieurs clubs de première division, notamment le Spartak et le Dynamo Moscou, en début d'année 1995. Il décide finalement de rejoindre ce dernier club, notamment du fait de la présence de Konstantin Beskov en tant qu'entraîneur, et y découvre ainsi l'élite cette année-là. Il inscrit son premier but dès la deuxième journée de championnat contre le Lokomotiv et termine sur un total de onze réalisations. Il y dispute également la Coupe des coupes à l'été 1995, où il marque trois fois contre l'Ararat Erevan. S'imposant ainsi comme un titulaire récurrent, il maintient en même temps une certaine régularité, inscrivant notamment dix-sept buts lors de la saison 1997, lui permettant de finir vice-meilleur buteur du championnat derrière Oleg Veretennikov. Son passage au club le voit par ailleurs disputer par deux fois la finale de la Coupe de Russie en 1997 et 1999, à chaque fois perdues face au Lokomotiv Moscou et au Zénith Saint-Pétersbourg respectivement.
Souhaitant jouer la Ligue des champions et trouvant que le Dynamo est alors en régression, Teriokhine décide finalement de quitter le club à l'issue de la saison 1999 pour rallier l'autre équipe moscovite du Lokomotiv. La transition est cependant plus difficile, le joueur ne marquant que huit fois en championnat et étant progressivement mis sur le banc à partir de la deuxième moitié de saison. Cela ne l'empêche cependant pas de terminer vice-champion ainsi que de participer à la victoire du club en Coupe de Russie face au CSKA Moscou. Ne se sentant pas à l'aise au sein de l'effectif, il décide finalement de s'en aller après seulement une saison et redescend au deuxième niveau au sein du Kouban Krasnodar pour l'année 2001. Y marquant quinze buts pour cette saison, il finit vice-champion de la division et amène le club à la troisième place, ce qui ne suffit cependant pas à assurer la promotion.
Après une première moitié de saison 2002 passable, il est recruté par le Tchernomorets Novorossiisk durant la mi-saison. Il y marque par la suite six buts tandis que l'équipe termine deuxième de deuxième division et obtient la promotion dans l'élite. Il joue par la suite la quasi-totalité de l'exercice 2003, portant fréquemment le brassard de capitaine et inscrivant sept buts, ce qui n'empêche cependant pas les siens de finir dernier du championnat et d'être relégués en fin de saison, bien qu'il atteigne entre-temps la finale de la Coupe de la Ligue, perdue face au Zénith Saint-Pétersbourg. S'en allant en fin d'année, il est signé dans la foulée par le Terek Grozny, où il occupe principalement un rôle de joueur de rotation. Il participe ainsi à la victoire du club en championnat de deuxième division ainsi qu'en Coupe de Russie en 2004.
Toujours utilisé dans la rotation en début de saison 2005, Teriokhine décide finalement de rompre son cotnrat avec le Terek au mois de juillet et termine par la saison dans l'équipe amateur du Dinamo Krasnodar. Il rejoint l'année suivante le Saliout Belgorod en deuxième division, où il marque onze buts et permet aux siens de terminer en milieu de classement. Quittant définitivement le monde professionnel par la suite, il joue encore une saison en amateur avec le Stavros Vitiazevo avant de mettre un terme définitif à sa carrière en fin d'année 2007, à l'âge de 37 ans.

### Carrière internationale
Jamais appelé avec les sélections de jeunes, Teriokhine est appelé pour la seule et unique fois en équipe nationale par Anatoli Bychovets au mois de septembre 1998 dans le cadre d'un match amical face à l'Espagne. Non-titularisé en début de rencontre, il fait son entrée à l'heure de jeu à la place de Vladimir Beschastnykh mais ne permet pas à son équipe de s'imposer, celle-ci perdant 1-0.
Bien que n'étant plus rappelé par la suite avec la sélection A, il est sélectionné par Sergueï Pavlov au début du mois d'octobre 1999 avec l'équipe B de la Russie pour disputer un amical contre l'équipe B de l'Allemagne. Disputant l'intégralité de la rencontre, Teriokhine inscrit notamment un but lors du dernier quart d'heure permettant aux siens d'égaliser et d'obtenir un match nul 1-1.

### Carrière dans le management
Peu avant la fin de sa carrière de joueur, Teriokhine est engagé en mai 2007 par le Kouban Krasnodar en tant que préparateur-recruteur. Il occupe ce poste pendant deux ans et demi avant de s'en aller à la fin de la saison 2010. Il rejoint par la suite le Terek Grozny en juillet 2011 où il occupe dans un premier temps un rôle similaire avant de devenir entraîneur adjoint de Stanislav Tchertchessov à partir du mois de décembre. Il quitte par la suite ce poste à la fin du mois de mai 2012 et rallie dans la foulée le Sokol Saratov le mois suivant en tant qu'adjoint d'Igor Tchougaïnov. Il est renvoyé après un peu moins de trois années de service en avril 2015. Par la suite inactif pendant deux ans, il intègre en septembre 2017 le centre de formation de l'Afips Afipski en troisième division, dont il devient le responsable. Malgré la dissolution de l'équipe première à l'été 2018, le centre reste quant à lui fonctionnel, et Teriokhine est maintenu à son poste par la suite.

## Statistiques
| Saison                | Club                       | Championnat           | Championnat | Championnat | Coupe(s) nationale(s) | Coupe(s) nationale(s) | Compétition(s) continentale(s) | Compétition(s) continentale(s) | Compétition(s) continentale(s) | Total | Total |
| Saison                | Club                       | Division              | M.          | B.          | M.                    | B.                    | Comp.                          | M.                             | B.                             | M.    | B.    |
| 1990                  | Novator Marioupol          | D4                    | 15          | 6           | -                     | -                     | -                              | -                              | -                              | 15    | 6     |
| Sous-total            | Sous-total                 | Sous-total            | 15          | 6           | -                     | -                     | -                              | -                              | -                              | 15    | 6     |
| 1990                  | Sokol Saratov              | D3                    | 2           | 0           | -                     | -                     | -                              | -                              | -                              | 2     | 0     |
| 1991                  | Sokol Saratov              | D3                    | 38          | 15          | -                     | -                     | -                              | -                              | -                              | 38    | 15    |
| 1992                  | Sokol Saratov              | D2                    | 33          | 27          | 1                     | 0                     | -                              | -                              | -                              | 34    | 27    |
| 1993                  | Sokol Saratov              | D2                    | 37          | 29          | 3                     | 4                     | -                              | -                              | -                              | 40    | 33    |
| 1994                  | Sokol Saratov              | D2                    | 19          | 9           | 3                     | 4                     | -                              | -                              | -                              | 22    | 13    |
| Sous-total            | Sous-total                 | Sous-total            | 129         | 65          | 7                     | 8                     | -                              | -                              | -                              | 136   | 73    |
| 1995                  | Dynamo Moscou              | D1                    | 26          | 11          | 2                     | 0                     | C2                             | 3                              | 3                              | 31    | 14    |
| 1996                  | Dynamo Moscou              | D1                    | 32          | 13          | 3                     | 0                     | C3                             | 3                              | 0                              | 38    | 13    |
| 1997                  | Dynamo Moscou              | D1                    | 33          | 17          | 6                     | 2                     | CI                             | 4                              | 3                              | 43    | 22    |
| 1998                  | Dynamo Moscou              | D1                    | 27          | 12          | 2                     | 1                     | C3                             | 5                              | 2                              | 34    | 15    |
| 1999                  | Dynamo Moscou              | D1                    | 28          | 14          | 5                     | 1                     | -                              | -                              | -                              | 33    | 15    |
| Sous-total            | Sous-total                 | Sous-total            | 146         | 67          | 18                    | 4                     | -                              | 15                             | 8                              | 179   | 79    |
| 2000                  | Lokomotiv Moscou           | D1                    | 21          | 8           | 5                     | 2                     | C3                             | 2                              | 0                              | 28    | 10    |
| 2001                  | Kouban Krasnodar           | D2                    | 32          | 15          | 3                     | 2                     | -                              | -                              | -                              | 35    | 17    |
| 2002                  | Kouban Krasnodar           | D2                    | 14          | 3           | -                     | -                     | -                              | -                              | -                              | 14    | 3     |
| 2002                  | Tchernomorets Novorossiisk | D2                    | 14          | 6           | 1                     | 0                     | -                              | -                              | -                              | 15    | 6     |
| 2003                  | Tchernomorets Novorossiisk | D1                    | 28          | 7           | 4                     | 1                     | -                              | -                              | -                              | 32    | 8     |
| 2004                  | Terek Grozny               | D2                    | 29          | 4           | 7                     | 1                     | C3                             | 2                              | 0                              | 38    | 5     |
| 2005                  | Terek Grozny               | D1                    | 13          | 2           | -                     | -                     | -                              | -                              | -                              | 13    | 2     |
| 2006                  | Saliout Belgorod           | D2                    | 34          | 11          | -                     | -                     | -                              | -                              | -                              | 34    | 11    |
| Sous-total            | Sous-total                 | Sous-total            | 185         | 56          | 20                    | 6                     | -                              | 4                              | 0                              | 209   | 62    |
| Total sur la carrière | Total sur la carrière      | Total sur la carrière | 475         | 194         | 45                    | 18                    | -                              | 19                             | 8                              | 539   | 220   |

## Palmarès
Sokol Saratov
- Meilleur buteur de la zone Centre de la deuxième division russe en 1992.

 Dynamo Moscou
- Nommé dans la liste des trente-trois meilleurs joueurs de Russie (ru) en 1997, 1998 et 1999.
- Finaliste de la Coupe de Russie en 1997 et 1999.

 Lokomotiv Moscou
- Vice-champion de Russie en 2000.
- Vainqueur de la Coupe de Russie en 2000.

 Tchernomorets Novorossiisk
- Finaliste de la Coupe de la Ligue en 2003.

 Terek Grozny
- Vainqueur de la Coupe de Russie en 2004.
- Champion de Russie de deuxième division en 2004.